# Eleni của Hy Lạp và Đan Mạch
Eleni của Hy Lạp và Đan Mạch (tiếng Hy Lạp: Ελένη  , chuyển tự : Eléni; tiếng Romania: Elena; 2 tháng 5 năm 1896 – 28 tháng 11 năm 1982) là Vương mẫu hậu của România trong thời kỳ trị vì của con trai là Mihai I của România. Những nỗ lực nhân đạo của bà trong việc cứu người Do Thái ở România trong Chiến tranh thế giới thứ hai đã giúp Eleni được Israel trao tặng danh hiệu Người dân ngoại công chính vào năm 1993.